# Camblanes-et-Meynac
Camblanes-et-Meynac egy francia település Gironde megyében az Aquitania régióban. Lakosainak száma 3145 fő (2022. január 1.). A lakóit Camblanaises-nek és Camblanais-nek hívják.

## Földrajz
Bordeaux területén található a település.

## Története
A rómaiak is bort termeltek már ezen a területen.

## Adminisztráció
Polgármesterek:
- 2001–2014 Guy Trupin (PS)
- 2014–2020 Jean-Philippe Guillemot

## Demográfia[2]
| Év   | Lakosság |
| ---- | -------- |
| 1962 | 1285     |
| 1968 | 1505     |
| 1975 | 1742     |
| 1982 | 2030     |
| 1990 | 1932     |

| Év   | Lakosság |
| ---- | -------- |
| 1999 | 2089     |
| 2006 | 2479     |
| 2007 | 2561     |
| 2010 | 2661     |

## Látnivalók
- Flora Tristan szakiskola

## Testvérvárosok
- Németország Nußdorf am Inn 1975-óta
- Görögország Vori 1995-óta